# Run&fun
run&fun ist ein Volks- und Straßenlauf, der seit 2004 jährlich im Juni in und um Tuttlingen stattfindet. Elf Lauf- und Nordic-Walking-Wettbewerbe stehen am run&fun Wochenende auf dem Programm. Die Einzel- und Staffel-Wettbewerbe richten sich an alle Alters- und Leistungsklassen. Start und Ziel aller elf Wettbewerbe ist der Tuttlinger Festplatz. Dort präsentieren sich auch alle run&fun Sponsoren und bieten ein abwechslungsreiches Rahmenprogramm an. Am Samstagabend findet auf dem Festplatz die Leiber Group Party Nacht mit Livemusik statt.
Die flachen Strecken liegen landschaftlich schön um die Donau im Donautal. run&fun ist Mitglied von German Road Races e.V., einer Interessengemeinschaft von über 80 Laufveranstaltern mit Sitz in Berlin.
Zusätzlich zum run&fun-Wochenende findet im Frühling der run&fun-Vorbereitungslauf und im Herbst der run&fun-Stirnlampenlauf statt. Beim Vorbereitungslauf können die Läufer und Walker ihren Leistungsstand unter Wettkampfbedingungen auf den run&fun-Wettkampfstrecken, aber ohne Zeitmessung testen. Auch der Stirnlampenlauf findet ohne Zeitmessung statt und beendet das run&fun-Laufjahr im Herbst.

## Geschichte
Seit 2004 findet run&fun jährlich in Tuttlingen statt. Gegründet wurde das Laufsportevent für alle Alters- und Leistungsklassen von Mitgliedern der größten Tuttlinger Sportvereine: Schneeschuhverein Tuttlingen, Turngemeinde Tuttlingen und Tuttlinger Sportfreunde und dem Stadtverband für Sport. Seitdem wird das größte Sportevent in der Stadt Tuttlingen von der TG Service GmbH organisiert. Rund 800 ehrenamtliche Helfer sind rund um das run&fun-Wochenende im Einsatz.
Seit der ersten Auflage im Jahr 2004 hat sich run&fun von einer eintägigen Sportveranstaltung zum Laufwochenende mit elf unterschiedlichen Wettbewerben entwickelt – vom Kinderlauf bis hin zur Königsklasse des Laufens, dem Marathon, stehen Wettbewerbe zur Wahl: B. Braun Melsungen Bewegt, B. Braun Halbmarathon, B. Braun Marathon, Chiron Group Staffellauf für Business Teams, Hammerwerk Fridingen Nordic-Walking-Wettbewerb, Henke-Sass, Wolf Fun Cup für Kids & Teens, Henke-Sass, Wolf Schülerstaffeln, Hettich Staffel-Firmenlauf 21 Kilometer, Karl Storz 5 Kilometer Lauf, KLS Martin 10 Kilometer Lauf, Sparkassen Staffel-Marathon.
Der Charity-Inklusionslauf B. Braun Bewegt ist der neueste run&fun-Lauf. Seit der 19. Auflage im Jahr 2024 laufen Starter beim Lauf ohne Zeitmessung für den guten Zweck – die gesamten Startgebühren werden gespendet. Bei der Premiere des Inklusionslaufs stand auch die bis dato älteste run&fun-Teilnehmerin am Start: die 105-jährige Berta Schaaf.
Ebenfalls bei der 19. Auflage von run&fun feiert das Laufsportevent in Tuttlingen einen neuen Teilnehmerrekord mit 4972 Starterinnen und Startern.

## Zeitplan
| run&fun Samstag                             |
| ------------------------------------------- |
| Henke-Sass, Wolf Fun Cup für Kids & Teens   |
| Henke-Sass, Wolf Schülerstaffeln            |
| CHIRON Group Staffellauf für Business Teams |
| Karl Storz 5 Kilometer Lauf                 |
| KLS Martin 10 Kilometer Lauf                |
| LEIBER Group Party Nacht                    |

| run&fun Sonntag                                |
| ---------------------------------------------- |
| B. Braun Marathon                              |
| Sparkassen Staffel-Marathon                    |
| Hettich Staffel-Firmenlauf 21 km               |
| Hammerwerk Fridingen Nordic-Walking-Wettbewerb |
| B. Braun Halbmarathon                          |
| B. Braun Bewegt                                |